# دهستان مواضع‌خان شمالی
دهستان مواضع‌خان شمالی یکی از دهستان‌های استان آذربایجان شرقی است که در بخش خواجه شهرستان هریس واقع شده‌است.